# 26448 Tongjili
26448 Tongjili è un asteroide della fascia principale. Scoperto nel 2000, presenta un'orbita caratterizzata da un semiasse maggiore pari a 2,3120268 UA e da un'eccentricità di 0,0649475, inclinata di 4,89877° rispetto all'eclittica.